# Ист Спенсер (Северна Каролина)
Ист Спенсер (енгл. East Spencer) град је у америчкој савезној држави Северна Каролина.

## Демографија
По попису из 2010. године број становника је 1.534, што је 221 (-12,6%) становника мање него 2000. године.
| Група             | 2000.         | 2010.         |
| Белци             | 179 (10,2%)   | 174 (11,3%)   |
| Афроамериканци    | 1.506 (85,8%) | 1.281 (83,5%) |
| Азијати           | 1 (0,1%)      | 0 (0,0%)      |
| Хиспаноамериканци | 48 (2,7%)     | 37 (2,4%)     |
| Укупно            | 1.755         | 1.534         |